# Personhistoriska samfundet
Personhistoriska samfundet grundades 1876 under namnet Svenska Autografsällskapet och bär sedan 1905 nuvarande namn.
Det gav från 1879 ut Svenska Autografsällskapets tidskrift (SAT), som 1898 bytte namn till Personhistorisk tidskrift (PHT).